# Marigny (Marne)
Marigny település Franciaországban, Marne megyében. Lakosainak száma 115 fő (2022. január 1.). Marigny Pleurs, Angluzelles-et-Courcelles, La Chapelle-Lasson, Gaye és Thaas községekkel határos.

## Népesség
A település népességének változása:
| Lakosok száma | 113  | 113  | 102  | 94   | 108  | 108  | 107  | 108  | 112  | 115  |
|               | 1968 | 1982 | 1990 | 2006 | 2013 | 2015 | 2017 | 2019 | 2020 | 2022 |